# Tapuya

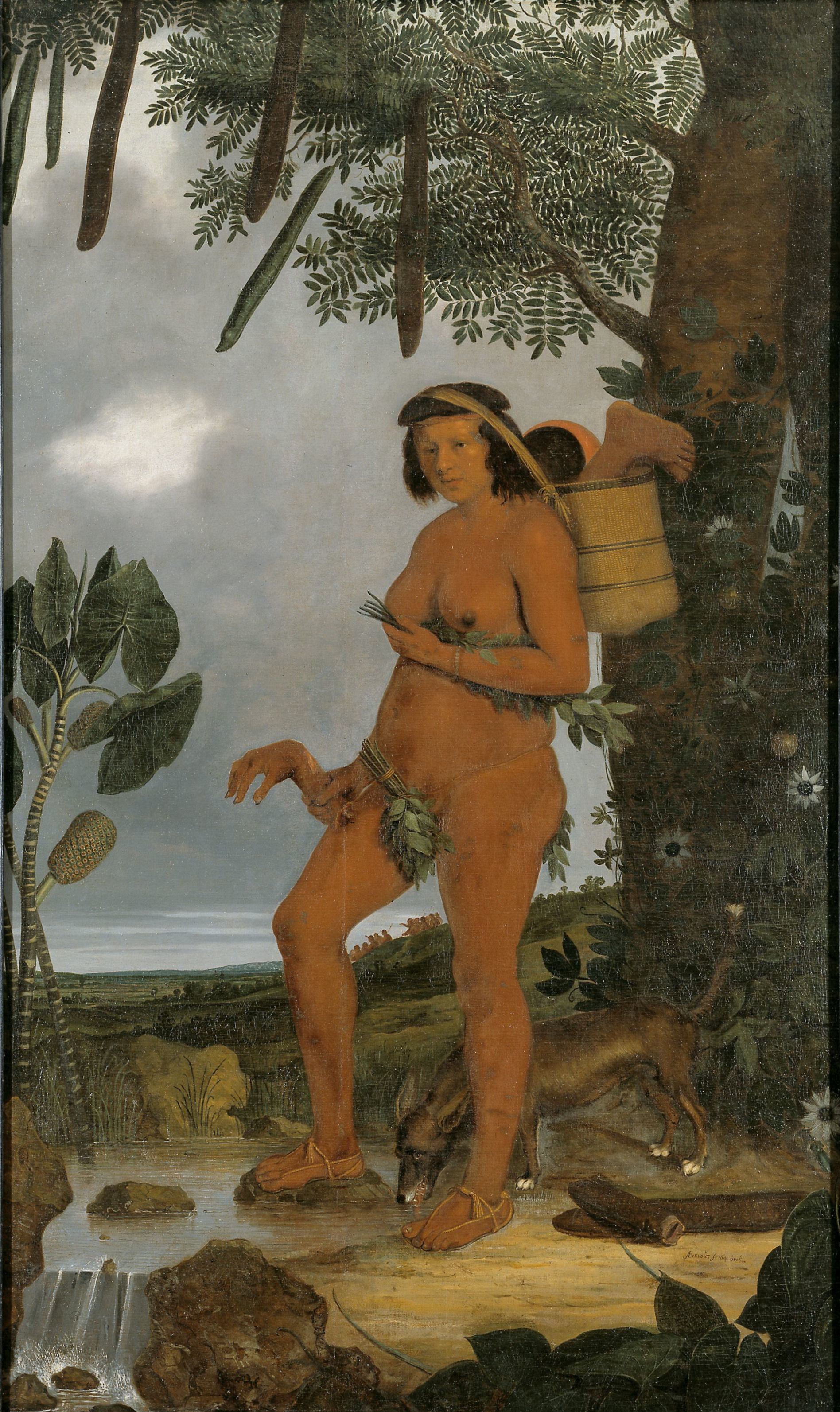
Mujer tapuya caníbal sosteniendo una mano humana y con un pie en una cesta, parada bajo un carao, 1641.

Tapuya es el nombre genérico que los grupos étnicos tupí-guaraní que moraban en la zona de la costa del territorio de Brasil le daban al resto de los grupos indígenas distintos de ellos, que vivían en una extensa región al interior en el territorio, cuando los colonizadores europeos llegaron a Brasil en el siglo XVI. Éste exónimo, que proviene del tupí, tendría el significado de "bárbaro" o simplemente "forastero".

## Distribución geográfica
Los tapuyas originalmente habitaban la región costera de Brasil, pero cerca del año 1000 fueron desplazados por los tupís hacia el interior del continente. Así, los tupís pasaron a habitar toda costa atlántica desde el Amazonas hasta el Río de la Plata.

## Características
Pertenecen al sustrato etnolinguístico de los Gê o Yê, al que a partir de comienzos del siglo XX los antropólogos ubican en un grupo de lenguas al que denominan Macro-Jê.  Investigaciones realizadas por el alemán Hermann von Ihering permitieron determinar que el cráneo de los indígenas tapuyas es dolicocéfalo, mientras que el cráneo de los Tupís es braquicéfalo.
Algunos grupos tapuya practicaban la antropofagia. No existe evidencia de que produjeran elementos de cerámica, ni que construyeran canoas, ni que tuvieran perros o poseyeran una organización tribal. Eran muy hábiles con el arco y las flechas, construían hachas de piedra, y tejían cestas con fibras vegetales. Los hombres eran monógamos.
Personas de esta etnia quedaron retratados en cuadros obra del pintor holandés Albert Eckhout. Los cuadros, que ilustran la naturaleza salvaje de los indígenas, forman parte de la colección del Museo Nacional de Dinamarca.